# Ramón Berenguer Prieto
Ramón Berenguer Prieto (Asp, 21 d'abril de 1936 - 9 de juliol de 1999) fou un polític valencià, alcalde d'Asp i diputat a les Corts Valencianes.

## Trajectòria
Va fer estudis primaris a Asp i treballà durant molts anys en el seu propi taller mecànic, encara que després es va llicenciar en dret. Durant els anys seixanta, fou regidor d'Asp pel terç sindical, i el 1971 ho seria pel terç familiar.
Durant la transició democràtica es va integrar en el PSPV-PSOE, del que en formaria part de l'executiva provincial d'Alacant i amb el qual fou escollit alcalde d'Asp a les eleccions municipals espanyoles de 1983, renovant el seu mandat a les eleccions municipals espanyoles de 1987, 1991 i 1995. Simultàniament, fou elegit diputat a les eleccions a les Corts Valencianes de 1983, 1987, 1991 i 1995. El febrer de 1999 va dimitir com a alcalde a causa d'una malaltia i va morir uns mesos després.